# Компьенское перемирие (1918)
Первое компьенское перемирие (фр. Armistice de Rethondes; Компьенское перемирие 1918 года) — соглашение о прекращении военных действий в Первой мировой войне, заключённое 11 ноября 1918 года между Антантой и Германией во французском регионе Пикардия недалеко от города Компьень. Окончательные итоги Великой войны подвела Парижская мирная конференция, принявшая Версальский мирный договор.

## Обстоятельства
29 сентября 1918 года верховное командование германской армии проинформировало кайзера Вильгельма II и имперского канцлера графа Георга фон Гертлинга, находившихся в штаб-квартире в Спа (Бельгия), что военное положение Германии безнадёжно. Генерал-квартирмейстер Эрих Людендорф, по-видимому, опасавшийся катастрофы, заявил, что не гарантирует, что фронт удержится ещё хотя бы 24 часа, и потребовал запросить у Антанты немедленного прекращения огня. Кроме того, он рекомендовал принять основные условия президента США Вудро Вильсона («Четырнадцать пунктов») и сформировать правительство Германской империи на демократической основе, в надежде на лучшие условия мира. Это позволило бы сохранить лицо армии и переложить ответственность за капитуляцию и её последствия непосредственно на демократические партии и парламент. 1 октября он сказал офицерам своего штаба: «Теперь они должны лечь в ту постель, которую они приготовили для нас».
30 сентября правительство Георга фон Гертлинга подало в отставку. 3 октября новым канцлером (главой правительства) был назначен принц Максимилиан Баденский. Ему было поручено начать переговоры о перемирии.
4 октября новое правительство Германии, в которое были включены представители партий парламентского большинства, в том числе социал-демократов, через голову своих европейских противников обратилось к президенту США Вудро Вильсону с предложением о начале мирных переговоров на основе «Четырнадцати пунктов». Однако содержание первых двух дипломатических нот США не смогло донести до германской стороны тот факт, что Вильсон рассматривал «требование отречения кайзера как важнейшее условие достижения мира. Государственные деятели Рейха тогда ещё не были готовы рассматривать столь чудовищный для них вариант». В качестве предварительного условия переговоров Вильсон потребовал вывода немецких войск со всех оккупированных территорий, прекращения подводной войны и отречения кайзера. В третьей дипломатической ноте от 23 октября было сказано недвусмысленно: «Если правительству США придётся иметь дело с верховным командованием и монархической верхушкой Германии сейчас или, по всей вероятности, позднее в отношении международных обязательств Германской империи, оно должно будет требовать не переговоров о мире, а капитуляции».
24 октября Людендорф в своём приказе по армии охарактеризовал ноту Вильсона от 23 октября как «неприемлемую» и призвал войска к продолжению боевых действий. 25 октября Гинденбург и Людендорф, проигнорировав указания канцлера, выехали в Берлин. Канцлер потребовал от кайзера отправить Людендорфа в отставку, и 26 октября Вильгельм заявил Людендорфу, что тот утратил его доверие. Людендорф подал в отставку, и она была принята.
Тем временем 30 октября капитулировала Турция, подписав Мудросское перемирие. 3 ноября капитулировал последний союзник Германии — Австро-Венгрия.
4 ноября в Киле вспыхнуло восстание. В стране началась Ноябрьская революция. Несмотря на усугубление ситуации, кайзер ещё колебался и пытался организовать  вооружённое подавление беспорядков силами армии. 
5 ноября немецкий фронт был прорван, и на следующий день началось общее отступление немецких войск. Союзники согласились начать переговоры о прекращении огня, но выдвинули требования репараций. Последняя нота Вильсона была получена в Берлине 6 ноября. В тот же день канцлер просил кайзера об отречении, а германская делегация выехала во Францию. В неё входили Маттиас Эрцбергер, граф Альфред фон Оберндорф, генерал-майор Детлоф фон Винтерфельдт и капитан Эрнст Ванзелов.
8 ноября, в пятницу, германская делегация прибыла в Компьенский лес под Парижем для переговоров о перемирии (фактически речь шла об условиях капитуляции Германии). Маршал Фош появился только дважды за три дня переговоров: в первый день, чтобы спросить немецкую делегацию, чего они хотят, и в последний день, чтобы проследить за подписями. Немцам вручили список требований союзников и дали 72 часа на согласование. Немецкая делегация обсуждала условия союзников не с самим Фошем, а с уполномоченными французскими и союзными офицерами. Перемирие означало полную демилитаризацию Германии с небольшими гарантиями союзников взамен. Морская блокада Германии так же не снималась полностью до тех пор, пока не будут согласованы полные условия мира.
Фактически самих переговоров было очень мало. Немцы смогли смягчить несколько чрезмерных требований (например, вывести из эксплуатации  требуемое количество подводных лодок, которое превышало реальное число подводных судов в их флоте вообще), продлить график вывода войск и зафиксировать свой официальный протест против суровых условий союзников. Но они были не в состоянии отказаться от подписания или как-либо иначе выиграть время для урегулирования всех условий. Стремительное развитие революционных событий в Германии и реакция в странах Союзников делали процесс согласования и подписания очень поспешным и отчаянным для обеих сторон. Данные о переговорах уже просочились в прессу стран-союзников (прежде всего в США) и вызывали массовый подъем в предвкушении скорого окончания войны - так, в Нью-Йорке и Вашингтоне уже 7,8 и 9 ноября начались мирные манифестации. 
В субботу, 9 ноября Карл Либкнехт провозгласил учреждение в Германии свободной советской республики. По заявлению официальной газеты СДПГ «Форвертс»: «большинство (берлинского) гарнизона, с их пушками и артиллерией, передают себя в распоряжение Рабоче-Солдатского Совета. Это движение направляется Германской социал-демократической партией и Независимыми социал-демократами». Максимилиан Баденский, понимая, что удержать власть невозможно и для сохранения порядка в стране её следует как можно скорее передать умеренным социал-демократам, по собственной инициативе в тот же день объявил об отречении кайзера и кронпринца Вильгельма от прусского и имперского престолов, сам подал в отставку и передал свои полномочия лидеру социал-демократов Фридриху Эберту. После этого госсекретарь в правительстве Макса Баденского Филипп Шейдеман, с целью как-то упредить или нивелировать действие спартакистов, без согласования с Эбертом в обеденный перерыв вышел на подоконник в одном из окон канцелярии и объявил собравшимся у здания демонстрантам о падении монархии и провозгласил Германию республикой. Вечером воскресенья, 10 ноября кайзер, остававшийся в штаб-квартире в Спа (Бельгия), выехал в Нидерланды, где и отрёкся от обоих престолов 28 ноября. Об отречении и бегстве кайзера за границу немецкая делегация узнала из привезенных им парижских газет раньше, чем от нового главы правительства своей страны. В тот же день Эберт поручил Эрцбергеру подписать перемирие. Ранее кабинет получил сообщение от Пауля фон Гинденбурга, главы верховного командования Германии, с просьбой подписать перемирие, даже если условия союзников не могут быть смягчены и улучшены.
Перемирие между союзниками и Германией было подписано 11 ноября в 05:12 — 05:20 утра в железнодорожном вагоне маршала Фердинанда Фоша в Компьенском лесу.
Перемирие вступило в силу в 11 часов утра по парижскому времени («одиннадцатый час одиннадцатого дня одиннадцатого месяца»). В ознаменование этого события был дан 101 артиллерийский залп — это были последние залпы Первой мировой войны. 
Примечательно, что в отличие от переговоров в Брест-Литовске и заключения мирного договора в Версале, ни момент встречи делегаций за столом переговоров, ни момент подписания документа в вагоне не были зафиксированы на фото- и кинопленку. Распространена медийная легенда, что фотографов не пригласили, чтобы не оказывать давления на немецкую делегацию в столь важный момент, однако эта внезапная "деликатность" не соответствует ходу самих переговоров. Более правдоподобным выглядит версия, что перемирие было подписано с соблюдением секретности и в такой спешке, что союзники просто не успели принять необходимые меры для освещения в прессе.

## Условия
Основные условия перемирия:
- Прекращение военных действий в течение шести часов с момента подписания перемирия, то есть 11 ноября в 11 часов дня.
- Немедленное начало и завершение в 15-дневный срок эвакуации всех немецких войск из Франции, Бельгии, Люксембурга и Эльзаса-Лотарингии.
- Вслед за этим — эвакуация в течение 17 дней всех немецких войск с территории на западном берегу Рейна, а также в радиусе 30 км от мостов на правом берегу Рейна в городах Майнц, Кобленц и Кёльн с последующей оккупацией этих территорий войсками союзников и США.
- Эвакуация всех немецких войск на Восточном фронте на территорию Германии, на позиции по состоянию на 1 августа 1914 года (эта эвакуация должна быть осуществлена, когда Антанта сочтёт, что на данных территориях сложились для этого соответствующие условия).
- Расторжение Брестского мирного договора с Россией и Бухарестского мирного договора с Румынией.
- Сохранение морской блокады Германии силами британского флота.
- Интернирование всех подводных лодок и других современных кораблей военного флота Германии.
- Сдача в хорошем состоянии 5000 орудий, 25 000 пулемётов, 3000 мортир-миномётов, 1700 самолётов, 5000 локомотивов и 150 000 вагонов.

В частности, германские войска должны были оставаться на территории России до прибытия войск Антанты, однако, по договорённости с германским командованием территории, с которых выводились германские войска, начала занимать Красная Армия и только в некоторых пунктах (Севастополь, Одесса) германские войска были заменены войсками Антанты.

## Последующие события
Перемирие было заключено на 36 дней. В течение этого периода Германия пять раз обращалась к командованию сил Антанты с просьбами о подписании хотя бы предварительного мирного договора, однако получала отказ. Неофициально в качестве причины заявлялось, что союзники ждут приезда президента США Вудро Вильсона. Вильсон действительно прибыл в Париж лишь 13 декабря, но действительная причина промедления состояла в том, что победители не могли договориться между собой об условиях мира.
Тем временем к декабрю 1918 года верховное командование Германии отвело всю свою армию за Рейн. Ни одна немецкая часть не попала в плен. Правда, армия испытывала разлагающее влияние происходивших в стране революционных событий. Готовя силы для подавления революции (войска и разного рода добровольческие формирования), германское руководство в то же время спекулировало начавшейся революцией и «большевистской угрозой», шантажируя страны Антанты тем, что революционное движение может переброситься и к ним. Германия начала саботировать выполнение условий Компьенского перемирия: задерживала освобождение и отправку на родину французских пленных, не возвращала захваченные ценности, тормозила передачу подводных лодок и бронированных крейсеров (более того, в Германии продолжалось строительство новых подводных лодок), срывала передачу паровозов и вагонов.
В связи с истечением срока перемирия Антанта потребовала от верховного командования Германии прислать уполномоченных для его продления. На предварительном совещании с германской делегацией начальник генерального штаба Гинденбург предложил при продлении перемирия добиваться следующих условий: отмены требования относительно создания демилитаризованной зоны на правом берегу Рейна; установления границы по Рейну, с сохранением свободы сообщения между Германией и оккупированными областями; уменьшения численности оккупационной армии союзников и снятия блокады.
Переговоры германской делегации с маршалом Фошем прошли 12 — 13 декабря в Трире. Глава германской делегации Маттиас Эрцбергер указал на опасность революции в Германии, заявив, что армия и страна находятся в состоянии опасного брожения и возможен переворот. Фош принял это к сведению. Перемирие было продлено ещё на один месяц, до 13 января 1919 года. В качестве новой гарантии союзники оставляли за собой право занять нейтральную зону на правом берегу Рейна, к северу от кёльнского предмостного укрепления и до голландской границы. Союзники также получили от Германии гарантии свободного прохода через Данциг и Вислу. В Данциг предполагалось направить польскую армию под командованием генерала Юзефа Галлера, которая формировалась во Франции, — таким образом Антанта готовила плацдарм для войны между Польшей и Советской Россией. Германия, однако, одновременно втайне от Антанты вела переговоры с поляками, которые предложили немцам организовать оборону Вильно от советских войск, если немцы пропустят польские войска из Варшавы в Вильно. Германское командование склонялось к тому, чтобы пойти на соглашение с поляками.
В январе 1919 года прошли новые переговоры о продлении перемирия. 14 января в Касселе германская правительственная делегация встретилась с германским верховным командованием для обсуждения линии поведения на переговорах с Антантой. Решили предложить союзникам общий фронт против большевиков в обмен за уступки на Западе — вплоть до согласия на вхождение войск Антанты в Берлин, если он будет захвачен восставшими-спартакистами.
В ходе переговоров о продлении перемирия маршал Фош потребовал от Германии в качестве штрафа за недопоставленные паровозы и вагоны поставки 58 тысяч сельскохозяйственных машин. Маршал также настаивал на передаче русских военнопленных, находившихся в Германии, под контроль союзнической комиссии, на немедленном возвращении всего имущества, вывезенного Германией из Северной Франции и Бельгии, и предоставлении германских торговых судов в распоряжение Антанты для доставки продовольствия в Германию и другие страны Европы. Германской делегации дали всего сутки на ответ.
В ответ на давление Эрцбергер вновь начал шантажировать Антанту угрозой революции. Тем временем в Берлин для подавления революционных выступлений были введены войска, были схвачены и убиты Карл Либкнехт и Роза Люксембург. Эта новость, как писал в своих мемуарах Эрцбергер, произвела «на всех присутствующих глубокое впечатление. Я тотчас заявил, что выдача сельскохозяйственного материала до 1 марта 1919 г. невыполнима: она разрушила бы немецкое сельское хозяйство и сделала бы невозможной будущую жатву». Фош смягчил свои требования по поводу сельхозмашин. 16 января перемирие было продлено ещё на один месяц, до 17 февраля. Германская делегация согласилась предоставить весь свой торговый флот в распоряжение союзников для обеспечения Германии продовольствием. При этом германская делегация согласилась на замену немецких экипажей.
18 января начала работу Парижская мирная конференция, в ходе которой, в частности, был подписан Версальский мирный договор между Антантой и Германией.
Когда в феврале соглашение о перемирии подошло к дате своего очередного подтверждения, маршал Фош попытался выставить Германии новые условия. 12 февраля, после долгих дебатов, Верховный совет Антанты постановил продлить перемирие на неопределённый срок, без каких-либо существенных изменений.

## Празднование
День перемирия празднуется в следующих странах бывшей Антанты:
- Британское содружество
- США
- Бельгия
- Франция
- Канада

### Память
На месте подписания Компьенского перемирия возведён мемориальный комплекс "Поляна Перемирия", включающий Музей и множество мемориалов и памятников. Ежегодно здесь проходят памятные мероприятия с участием делегаций всех стран-участниц Первой мировой войны. 